# George Seldes
George Seldes [ˈsɛldiːz] (* 16. November 1890 in Alliance Colony (New Jersey, USA); † 2. Juli 1995 in Hartland Four Corners, in Windsor County, Vermont) war ein US-amerikanischer Journalist, Buchautor und Propagandakritiker.

## Leben
George Seldes war Sohn jüdischer Flüchtlinge aus Russland. Im Alter von 19 Jahren begann er als Journalist und Auslandskorrespondent für verschiedene US-amerikanische Zeitungen zu arbeiten; unter anderem war er Berlin-Korrespondent der Chicago Tribune und interviewte verschiedene berühmte Persönlichkeiten, darunter Paul von Hindenburg nach dem Ende des Ersten Weltkriegs sowie Lenin im Jahre 1922. 1923 wurde er jedoch zusammen mit drei Journalistenkollegen aus der Sowjetunion ausgewiesen, da dortige Berichterstattungen als persönliche Briefe dargestellt worden waren, und nach Italien geschickt. Nachdem er dort über die Ermordung des Sozialisten Giacomo Matteotti berichtet hatte und dabei Mussolini der Beteiligung an diesem Mord verdächtigt hatte, wurde er ebenfalls aus Italien ausgewiesen. 1927 ging er als Reporter der Chicago Tribune nach Mexiko, wo er den Gebrauch der nationalen Schürfrechte durch US-Firmen kritisierte. In den folgenden Jahren schrieb er mehrere Bücher, die sich mit Fragen der Zensur und der Meinungssteuerung durch die Propaganda von Regierungen und Firmen beschäftigten.
In den 1950er Jahren wurde er von Joseph McCarthy als Kommunist verdächtigt, und es war schwierig für ihn, einen Verlag für seine Publikationen zu finden. Bis ins hohe Alter blieb er publizistisch aktiv; er starb im Alter von 104 Jahren. 1981 wurde er für sein Lebenswerk mit dem George Polk Award ausgezeichnet und war zudem Vorstandsmitglied der Pressevereinigung Fairness & Accuracy in Reporting.
Der Autor Gilbert Seldes ist sein jüngerer Bruder, die Schauspielerin Marian Seldes seine Nichte.

## Werke
- Even Gods Can’t Change History. The Facts Speak for Themselves. Stuart, Secaucus NJ 1976, ISBN 0-8184-0233-4.
- Freedom of the Press. Da Capo Press, New York 1971 (Nachdruck der Ausgabe Indianapolis IN 1935).
- Iron, Blood and Profits. An Exposure of the World-wide Munitions Racket. Harper, New York 1934.
- Never Tire of Protesting. 1968
- One Thousand Americans. Boni & Gaer, New York 1947.
- The People Don’t Know. The American Press and the Cold War. Gaer, New York 1949.
- Sawdust Caesar. The Untold History of Mussolini and Fascism. AMS Press, New York 1978, ISBN 0-404-56197-7 (Nachdr. d. Ausg. New York 1935); die Originalausgabe von 1935 auf archive.org
- Tell the Truth and Run. 1953
- The People Don’t Know. 1949
- Witch Hunt. The Technique and Profits of Redbaiting. Modern Age Books, New York 1940.
- Witness to a Century. Encounters with the noted, the notorious and the SOB’s. Ballantine Books, New York 1987, ISBN 0-345-33181-8.
- You Can’t Print That! The Truth behind the News 1918–1928. Payson & Clark, New York 1929.
- Can These Things Be!, New York 1931; archive.org